# Elena Carrière

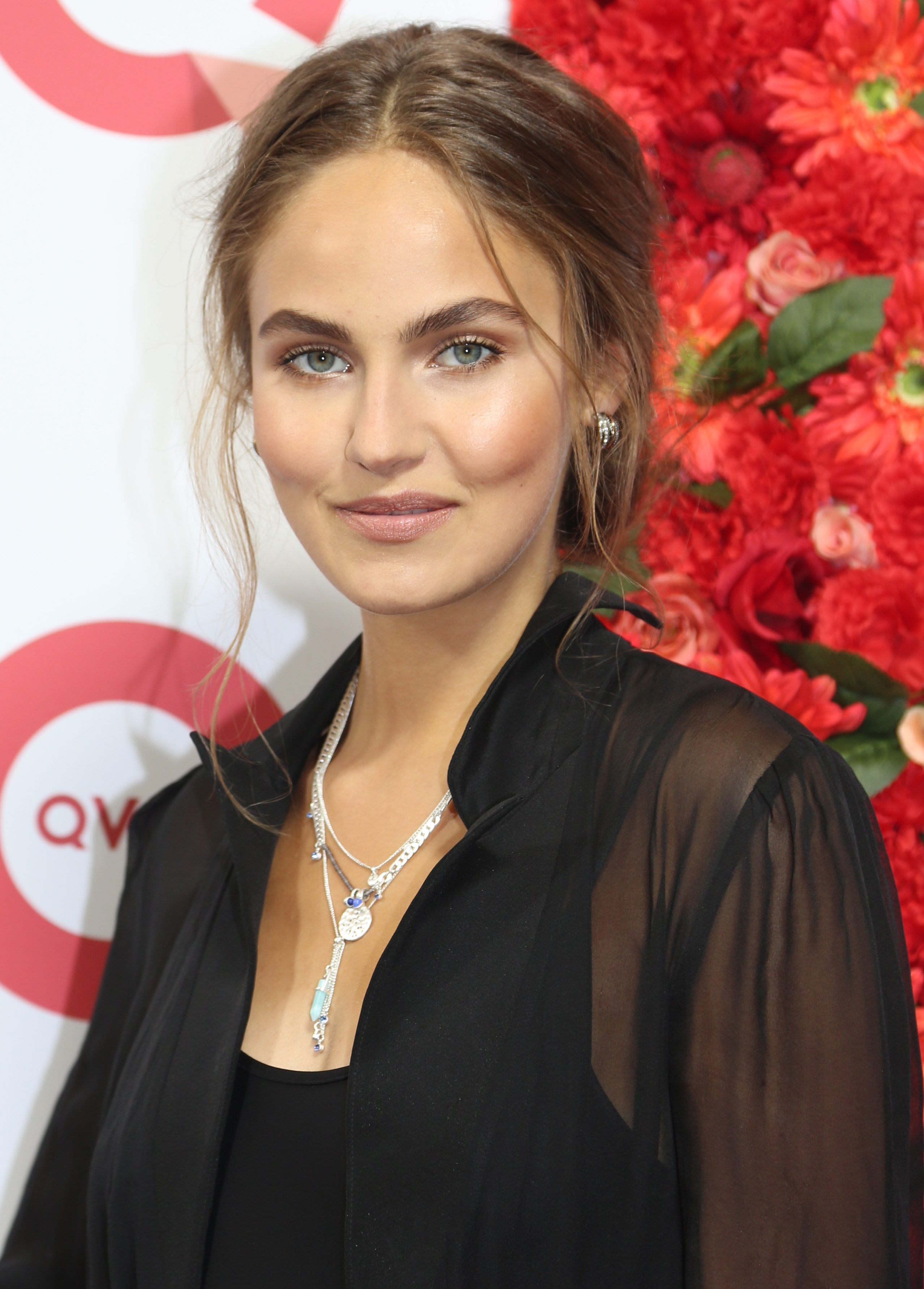
Elena Carrière (2017)

Elena Sophie Catharina Carrière (* 24. September 1996 in Hamburg) ist ein deutsches Model und Schauspielerin. Sie wurde 2016 Zweitplatzierte der Castingshow Germany’s Next Topmodel.

## Leben
Elena Carrière wurde als Tochter des Schauspielers Mathieu Carrière und der Kostümbildnerin Bettina Proske geboren. Die ersten fünf Lebensjahre verbrachte sie in ihrer Geburtsstadt Hamburg, 2005 übersiedelte sie mit ihrer Mutter nach Venedig. 2015 kehrte sie nach Hamburg zurück und wohnte bis 2019 bei ihrem Vater in seiner Wohngemeinschaft in Hamburg-Ottensen. Carrière lebt seitdem in Berlin.
2016 nahm sie an der 11. Staffel der deutschen Reality-Show Germany’s Next Topmodel teil, wo sie hinter Kim Hnizdo den zweiten Platz erreichte. Außerdem war sie 2016 und 2020 Kandidatin der Quizsendung Wer weiß denn sowas? mit Kai Pflaume und gemeinsam mit ihrem Vater 2016 in der ZDF-Talkshow Markus Lanz zu Gast. Als Model arbeitete sie unter anderem mit Fotografen wie Ellen von Unwerth, Rankin, Ben Watts, Max Montgomery und Kristian Schuller zusammen. 2018 unterschrieb sie einen Vertrag bei der Pariser Modelagentur Metropolitan und war im Rahmen der About You Awards in der Kategorie Lifestyle nominiert. Im Juli 2019 war sie im VOX-Format 7 Töchter zu sehen. Im Frühjahr 2021 trat sie in der VOX-Sendung Showtime of my Life – Stars gegen Krebs auf.
Ihr Filmdebüt gab sie 2012 in Verfolgt – Der kleine Zeuge von Regisseur Andreas Senn. Im Kinofilm Wuff – Folge dem Hund von Detlev Buck verkörperte sie 2018 die Rolle der Freya, in der Fernsehserie Labaule & Erben war sie 2018 in der Rolle der Tammy zu sehen. In Tal der Skorpione (2019) von Patrick Roy Beckert mit Ralf Richter und Martin Semmelrogge spielte sie die Rolle der Traudel.

## Filmografie
- 2012: Verfolgt – Der kleine Zeuge
- 2018: Einstein (Fernsehserie, eine Episode)
- 2018: Labaule & Erben (Fernsehserie, drei Episoden)
- 2018: Wuff – Folge dem Hund
- 2019: Tal der Skorpione
- 2021: Showtime of my Life – Stars gegen Krebs (Fernsehserie, VOX)
- 2024: Turmschatten (Fernsehserie)

## Publikationen
- 2022: Plant Based: Meine veganen Lieblingsrezepte, mit Fotografien von Annamaria Zinnau,  Edition Michael Fischer, München 2022, ISBN 978-3-7459-0901-2.[13][14]